# Schleswig-Holsteinisches Ulanen-Regiment Nr. 15
Das Schleswig-Holsteinische Ulanen-Regiment Nr. 15 war ein Kavallerieverband der Preußischen Armee.

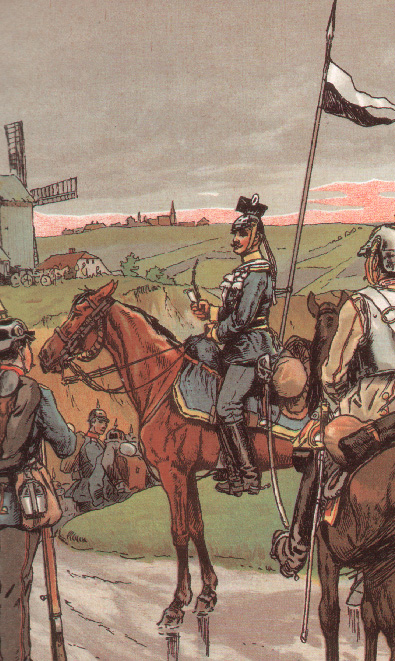
Ulan des Schleswig-Holsteinschen Regiments Nr. 15

## Verbandszugehörigkeit
- XXI. Armee-Korps in Saarbrücken

Kommandierender General: General der Infanterie Fritz von Below
- 42. Division in Saarburg i. L.

Kommandeur: Generalleutnant Hasso von Bredow
- 42. Kavallerie-Brigade in Saarburg i. L.

Kommandeur: Generalmajor Kurt Koscielski von Ponoschau
- Regimentschef: Generaloberst Friedrich Leopold Prinz von Preußen

Regimentskommandeur: Oberst von Printz
Stiftungstag: 27. September 1866
Garnison: Saarburg i. L.

## Geschichte
Mit A.K.O. vom 30. Oktober 1866 wurde durch Abgabe der
- 1. Eskadron/Ulanen-Regiment Nr. 1
- 5. Eskadron/Ulanen-Regiment Nr. 3
- 5. Eskadron/Ulanen-Regiment Nr. 10
- 5. Eskadron/Ulanen-Regiment Nr. 11

die Aufstellung eines 15. Ulanenregiments befohlen. Das neue Regiment wurde auf die Städte Perleberg, Kyritz und Wusterhausen verteilt. Im April 1867 wurde eine 5. Eskadron aufgestellt und ab dem 7. November 1867 erhielt der Verband die Provinzialbezeichnung „Schleswig-Holsteinisches“ und hieß seitdem Schleswig-Holsteinisches Ulanen-Regiment Nr. 15. Nach der Rückkehr aus Frankreich, wo der Verband anlässlich des Krieges von 1870/71 den Okkupationsstreitkräften zugeteilt gewesen war, bezogen die Ulanen Garnison in Straßburg. Im Jahre 1896 verlegte das Regiment in seine letzte Garnison nach Saarburg i. L.

### Deutsch-Französischer Krieg
Im Deutsch-Französischen Krieg kämpfte das Regiment am 14. August 1870 in der Schlacht bei Colombey, am 16. August bei Vionville St. Privat/Mars la Tour und am 18. August bei Gravelotte. Im November 1870 erfolgte die Verlegung zur Südwest-Armee mit Kämpfen gegen die französische Loirearmee bei Orléans (3. bis 4. Dezember 1870), Le Mans (10. bis 12. Januar 1871) und Tours. Nach dem Waffenstillstand verlegten die Ulanen im Juli 1871 in die nunmehr zum Deutschen Reich gehörende Stadt und Festung Straßburg.

### Erster Weltkrieg

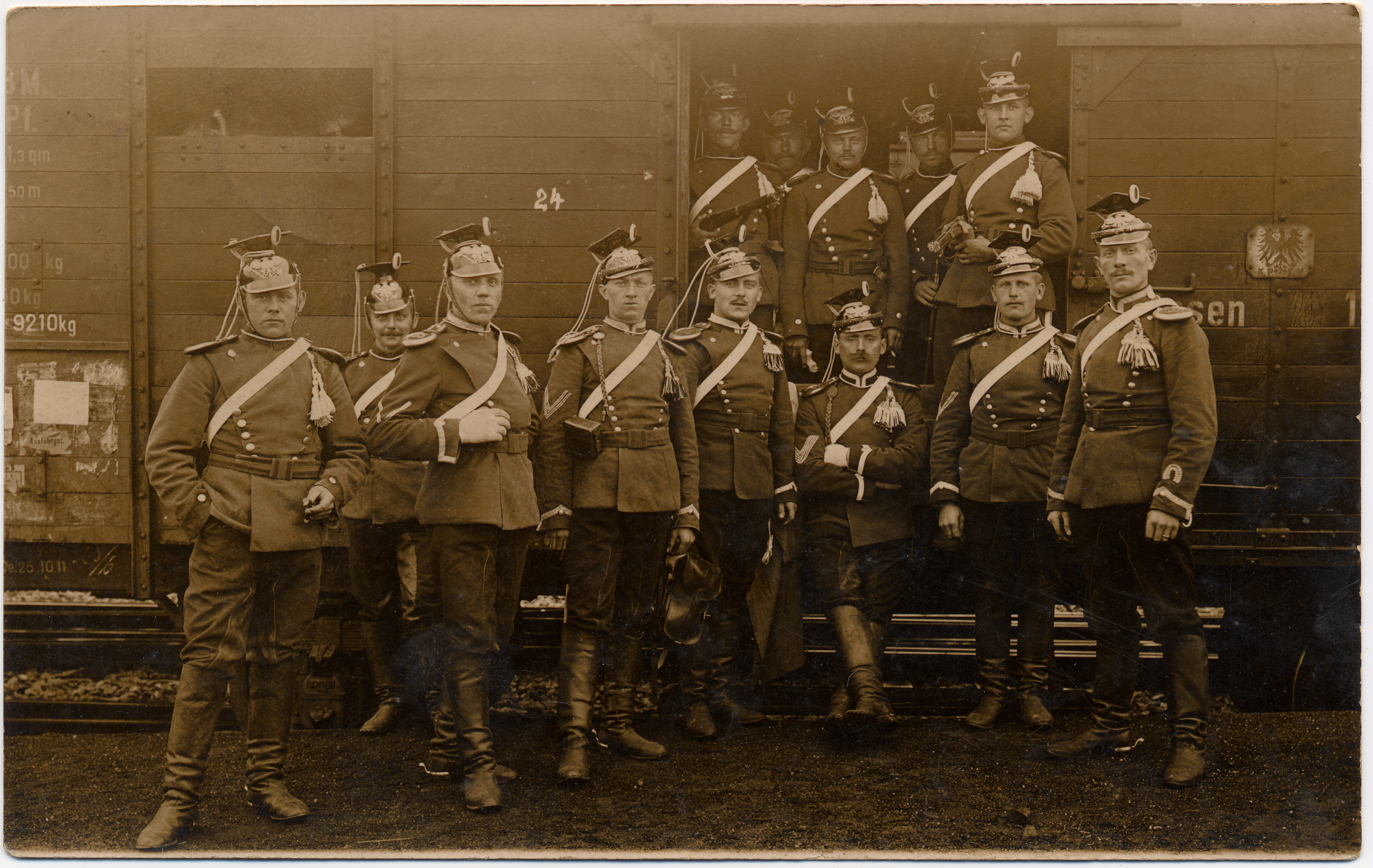
Schleswig-Holsteinisches Ulanen-Regiment Nr. 15

Zu Beginn des Ersten Weltkriegs rückte das Ulanen-Regiment am 3. August 1914 mit seinem Schwesterregiment, dem Ulanen-Regiment „Graf Haeseler“ (2. Brandenburgisches) Nr. 11), mit dem es nahezu während des ganzen Krieges im Verband der 42. (Gelben) Kavallerie-Brigade (7. Kavallerie-Division) bleiben sollte, an die Westfront aus. Zunächst versahen die Ulanen Grenzschutz in Lothringen, um dann im September auf Amiens und Compiègne vorzurücken. Nach der Marneschlacht und dem damit verbundenen Rückzug nahmen die Ulanen am sogenannten Wettlauf zum Meer teil und kämpften danach, zum Teil schon abgesessen, bis zum Dezember 1914 am rechten Flügel der deutschen Front in Belgien und Nordfrankreich. Im April 1915 verlegte der Verband in die Vogesen und kämpfte abgesessen am Hartmannsweilerkopf. Danach (genauer Zeitpunkt n.B.) versah das Regiment bis Mitte 1916 rückwärtige Dienste (Kurier- und Sicherungsaufgaben) in Belgien, bevor es am 15. Dezember 1916 an die Ostfront verlegt wurde. Hier kämpfte die Einheit teilweise im Stellungskampf vor Dünaburg, in Estland und Livland. Im Frühjahr 1918 erfolgte die Rückverlegung an die Westfront, wo die Pferde abgegeben und die Truppe ab Mai 1918 als Kavallerie-Schützen-Regiment infanteristisch eingesetzt wurde.

### Verbleib
Nach dem Waffenstillstand von Compiègne rückte das Regiment im Dezember 1918 in Osterburg ein, wo es anschließend demobilisiert und schließlich aufgelöst wurde.
Die Tradition übernahm in der Reichswehr die 4. Eskadron des 11. (Preußisches) Reiter-Regiments in Neustadt.

## Kommandeure
| Dienstgrad                  | Name                                     | Datum                                                        |
| --------------------------- | ---------------------------------------- | ------------------------------------------------------------ |
| Major/Oberstleutnant/Oberst | Gustav Hermann von Alvensleben           | 30. Oktober 1866 bis 11. April 1873                          |
| Oberstleutnant/Oberst       | Franz von Klocke                         | 21. April 1873 bis 14. August 1874                           |
| Oberst                      | Emanuel von Korff                        | 15. August 1874 bis 8. Juli 1878                             |
| Major/Oberstleutnant        | Richard von Scholten                     | 09. Juli 1878 bis 2. Februar 1880                            |
| Major/Oberstleutnant        | Oskar von Treskow                        | 03. Februar 1880 bis 17. April 1882                          |
| Major/Oberstleutnant/Oberst | Adolph Chales de Beaulier                | 18. April 1882 bis 6. Juli 1887                              |
| Major/Oberstleutnant/Oberst | Louis Schmidt von Schmiedeseck           | 07. Juli 1887 bis 10. Dezember 1890                          |
| Oberstleutnant              | August von Neukirchen gen. von Nyvenheim | 18. Dezember 1890 bis 12. Mai 1895                           |
| Oberst                      | Maximilian Graf Yorck von Wartenburg     | 13. Mai 1895 bis 11. September 1896                          |
| Oberstleutnant/Oberst       | Eugen von Koblinski                      | 12. September 1896 bis 17. Mai 1901                          |
| Major                       | Erwin Seutter von Lötzen                 | 18. Mai 1901 bis 21. April 1902 (mit der Führung beauftragt) |
| Oberstleutnant              | Erwin Seutter von Lötzen                 | 22. April 1902 bis 13. Juni 1904                             |
| Major/Oberstleutnant/Oberst | Johannes Simon                           | 14. Juni 1904 bis 19. April 1910                             |

## Uniform
Die Ulanen trugen einen dunkelblauen, Ulanka genannten Waffenrock. Diese war mit polnischen Aufschlägen versehen und wurde zur Parade mit einer aufknöpfbaren Paraderabatte ausgestattet. Zur Parade wurde ein weißer Rosshaarbusch an der Tschapka befestigt. Auf den Schulterstücken und Epauletten befand sich die Regimentsnummer.
Die sogenannte Abzeichenfarbe des Regiments war zitronengelb. Von dieser Farbe waren die Paraderabatte der Ulanka und der Tschapka, die Epaulettenfelder und Passanten. Ebenso die Ärmelaufschläge, die Paspelierung und der Kragen. Die Knöpfe und Beschläge waren Messingfarben. Von der linken Schulter zur rechten Hüfte lief ein weißes Bandelier mit schwarzer Kartusche. Die Reithose war anthrazitfarben.
Bereits mit A.K.O. vom 14. Februar 1907 befohlen und ab 1909/10 schrittweise eingeführt, wurde anlässlich des Kaisermanövers 1913 die bunte Uniform erstmals durch die feldgraue Felddienstuniform (M 1910) ersetzt. Diese glich vollkommen der Friedensuniform. Das Lederzeug und die Stiefel waren naturbraun, die Tschapka wurde durch einen schilffarbig genannten Stoffüberzug bedeckt. Das Bandelier und die Kartusche wurden zu dieser Uniform nicht mehr angelegt.